# Roklanské jezero
Roklanské jezero (německy Rachelsee) jezero v Bavorsku, je jedno z devíti šumavských ledovcových jezer. Leží na německé straně Šumavy na jihovýchodním svahu Velkého Roklanu, v nadmořské výšce 1071 m, má plochu 5,7 hektarů a největší hloubku 14 m.

## Vodní režim
Z jezera vytéká potok Seebach, který mění jméno na Große Ohe a je hlavní zdrojnicí řeky Ilz.

## Okolí
Nad severozápadním břehem se tyčí impozantní jezerní stěna. Na jejím vrcholu se nachází v nadmořské výšce 1212 m Roklanská kaplička. Je dřevěná, pečlivě udržovaná a otevírá se od ní hezký výhled na jezero.

## Galerie

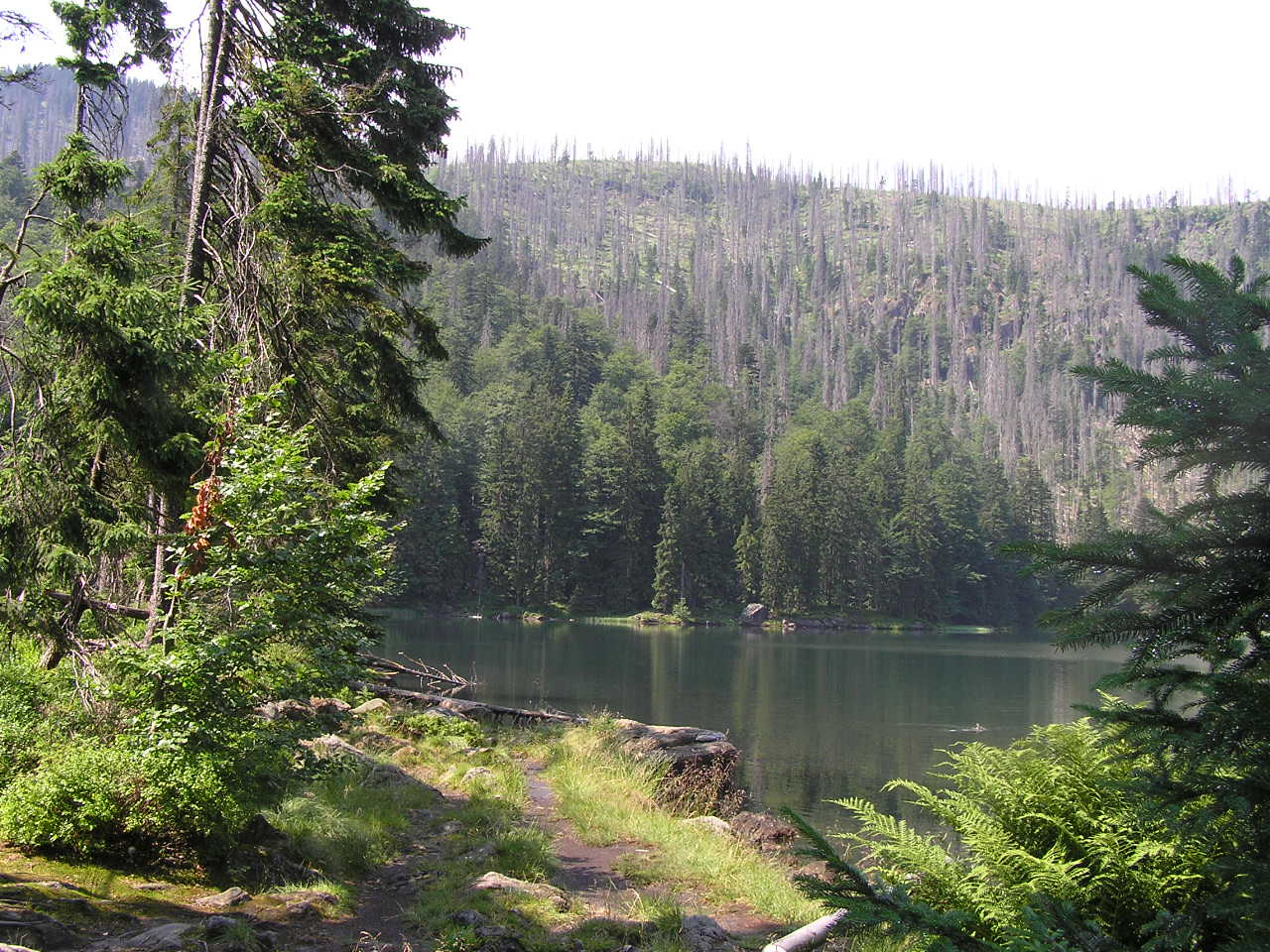
Roklanské jezero
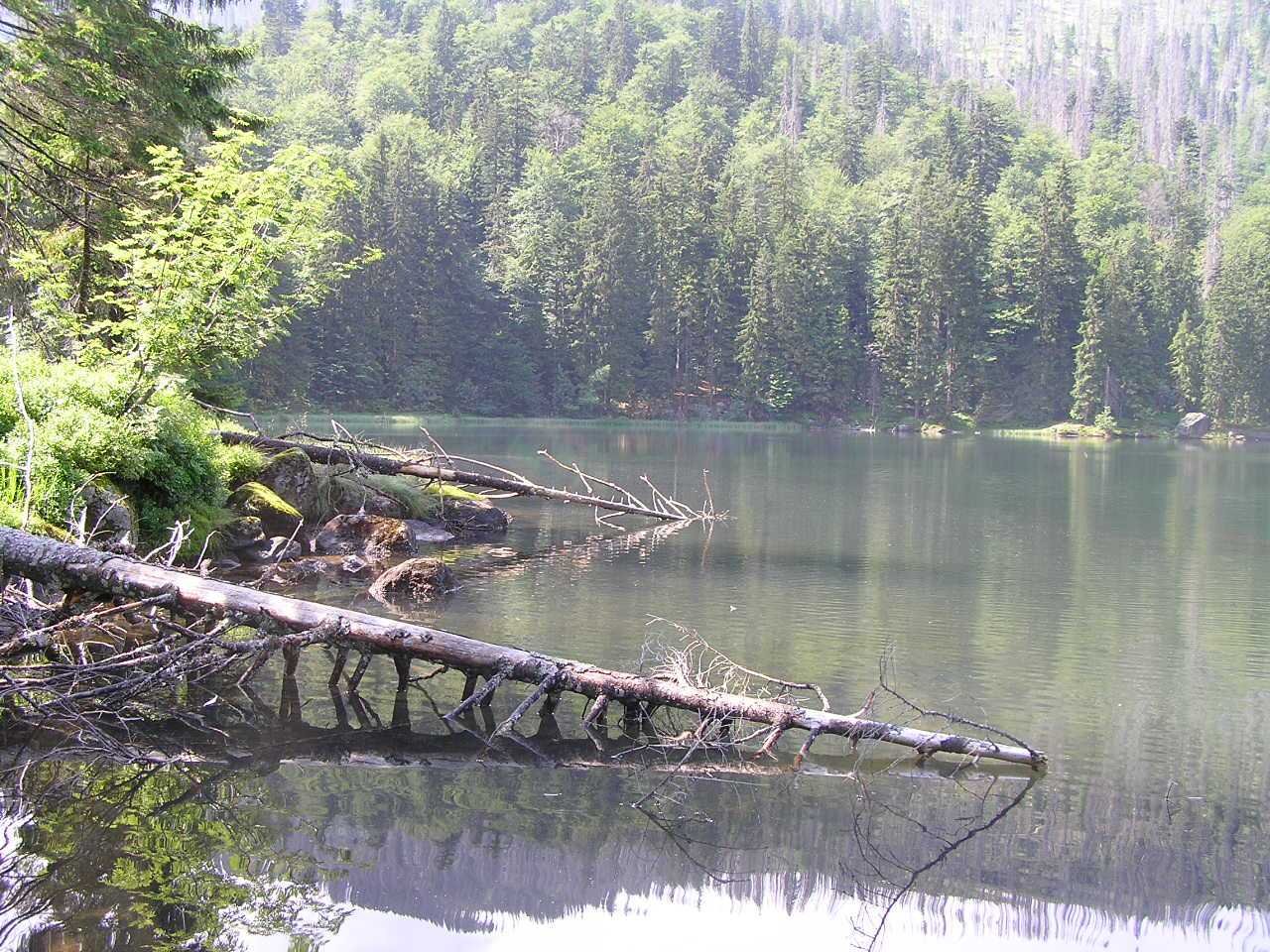
Roklanské jezero
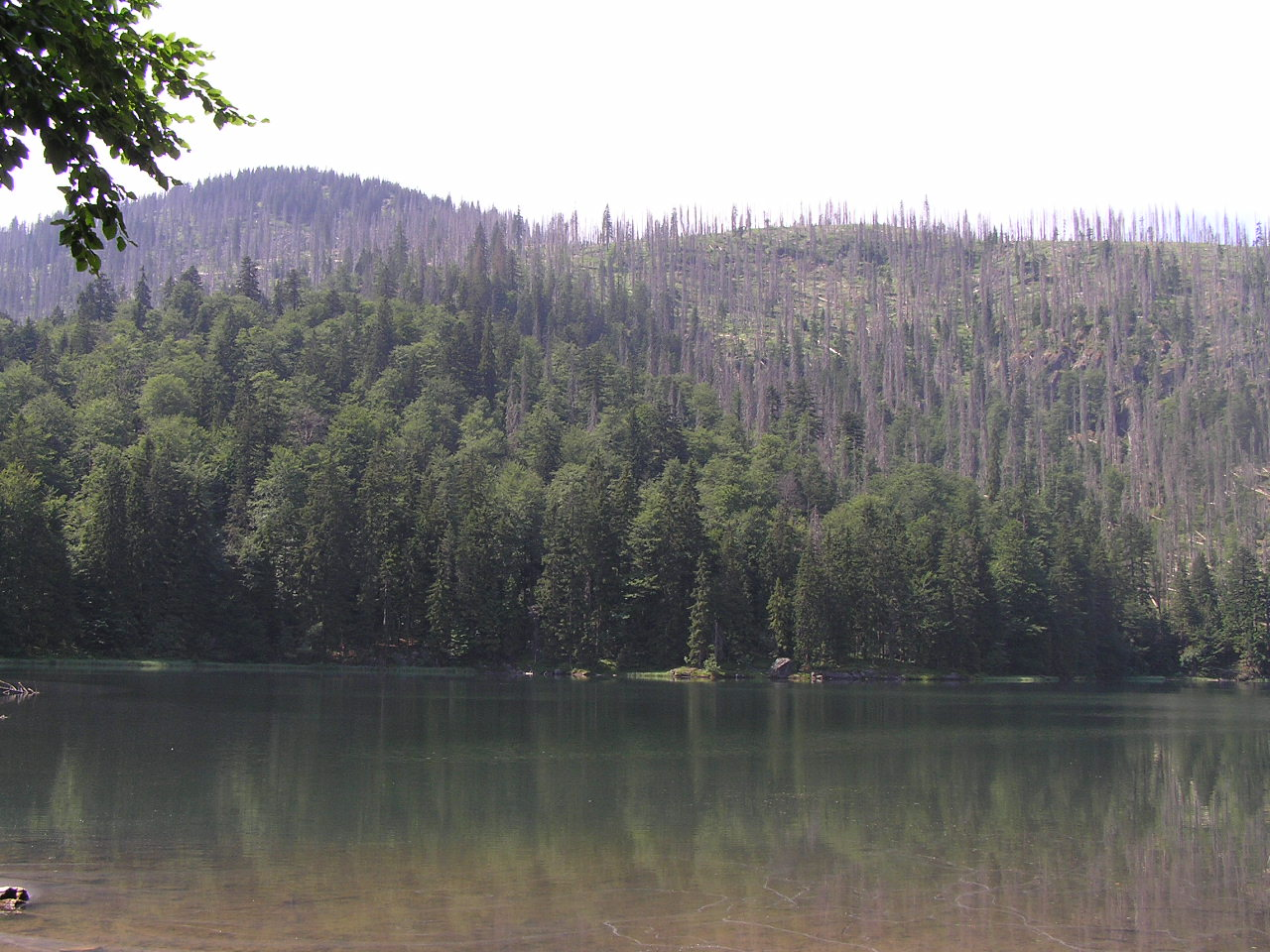
Pohled na jezero
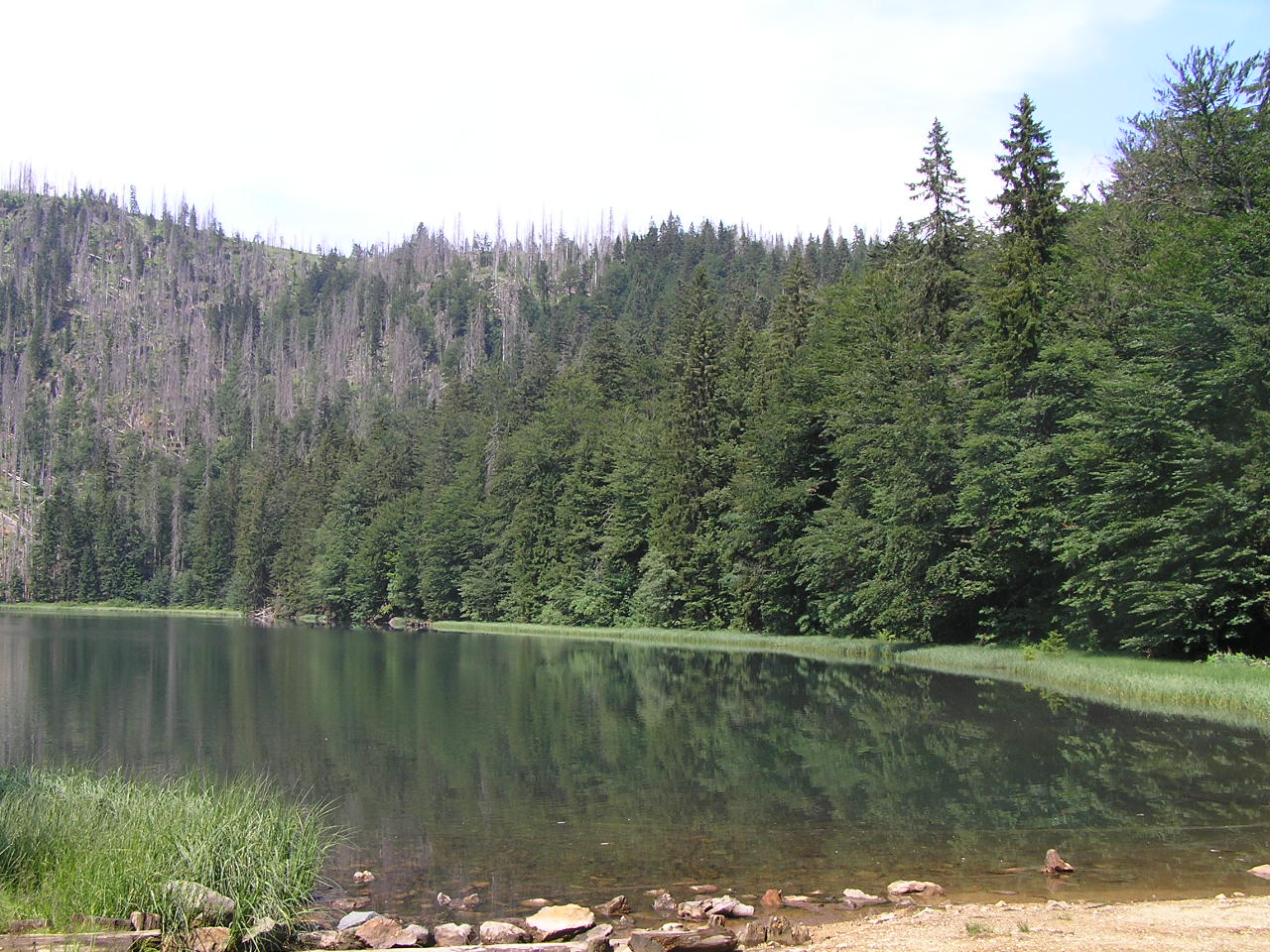
Pohled na jezero